# Piotr Topczewski
Piotr Topczewski (ur. 13 kwietnia 1971 w Warszawie) – polski piłkarz występujący na pozycji napastnika, trener piłkarski.

## Życiorys
Wychowanek Agrykoli Warszawa, seniorską karierę zaczynał w 1989 roku w Górniku Łęczna. Na początku 1990 roku przeszedł do Motoru Lublin. W I lidze zadebiutował w barwach Motoru 4 sierpnia 1990 roku w przegranym 0:1 spotkaniu z Igloopolem Dębica. Ogółem wystąpił w 32 meczach w I lidze, w których strzelił jedną bramkę. W 1992 roku wyjechał za granicę, a do Polski powrócił dwa lata później, ponownie wiążąc się z Motorem. W rundzie jesiennej sezonu 1994/1995 nie rozegrał jednak żadnego spotkania i w styczniu 1995 roku został piłkarzem FC Piaseczno. W latach 1995–1998 był zawodnikiem Legionovii Legionowo.
Po zakończeniu kariery piłkarskiej prowadził juniorów Legionovii Legionowo oraz rezerwy klubu. W kwietniu 2010 roku został trenerem pierwszej drużyny, a w lutym 2011 roku został asystentem Krzysztofa Chrobaka w tym klubie. W 2012 roku został trenerem Dębu Wieliszew.